# Adam Wędrychowicz
Adam Jan Wędrychowicz (ur. 30 lipca 1937 we Wzdowie, zm. 7 czerwca 2023 w Bielsku-Białej) – polski polityk i lekarz, doktor nauk medycznych, poseł na Sejm III kadencji.

## Życiorys
Syn Eugeniusza i Leonii. Ukończył w 1962 studia na Wydziale Lekarskim Akademii Medycznej w Krakowie, następnie obronił doktorat. Pracował m.in. jako ordynator i dyrektor szpitala w Gliwicach. W latach 90. zasiadał w gliwickiej radzie miasta.
W 1997 uzyskał mandat posła na Sejm III kadencji z listy Ruchu Odbudowy Polski; został wybrany w okręgu gliwickim. W 2000 współtworzył Stronnictwo Polska Racja Stanu (wchodzące od 2000 do 2001 w skład Koalicji dla Polski), pod koniec kadencji pozostawał posłem niezrzeszonym. Przystąpił do Polskiego Stronnictwa Ludowego, z listy którego bez powodzenia w 2001 kandydował do Sejmu, a w 2004 do Parlamentu Europejskiego.
W 2006 został członkiem władz PSL „Piast”. Został przewodniczącym rady politycznej tego ugrupowania, od 2007 działającego jako Stronnictwo „Piast”. W wyborach samorządowych w 2010 bez powodzenia kandydował do rady miasta Gliwice z listy lokalnego komitetu wyborczego. Kilka lat później związał się z partią Wolni i Solidarni.
W 2015 otrzymał Złoty Krzyż Zasługi.
Został pochowany na Cmentarzu Centralnym w Gliwicach.